# Caryomyia persicoides
Caryomyia persicoides är en tvåvingeart som först beskrevs av Osten Sacken 1862.  Caryomyia persicoides ingår i släktet Caryomyia och familjen gallmyggor. Inga underarter finns listade i Catalogue of Life.